# Saadi Kadhafi
Pour les articles homonymes, voir Kadhafi (homonymie).
Saadi Kadhafi (en arabe : الساعدي القذافي), né le 25 mai 1973 à Tripoli, est un homme d'affaires, militaire, dirigeant sportif et ancien footballeur professionnel libyen.
Il est le troisième fils de Mouammar Kadhafi, et le second enfant issu du mariage de ce dernier avec sa seconde épouse, Safia Farkash. Après la chute du régime de son père, Saadi Kadhafi, recherché par les nouvelles autorités libyennes et par Interpol, se réfugie au Niger. Il est finalement extradé vers la Libye en mars 2014. Après sept ans de détention dans un centre pénitentiaire de Tripoli, il est libéré le 5 septembre 2021.

## Biographie

### Joueur et dirigeant de football
Passionné par le football, Saadi Kadhafi est stagiaire dans les années 1990 à la Lazio, où il suit une formation avec Paul Gascoigne. Il commence une carrière de footballeur professionnel en Libye dans le club de  Alahly Tripoli S.C., puis dans celui de Al-Ittihad Tripoli, dont il est également président. Occupant les postes de milieu offensif ou attaquant et est un temps capitaine de la sélection nationale de l’équipe nationale libyenne. Il engage Ben Johnson et Diego Maradona pour lui donner des cours de sport particulier et, en 1999, Carlos Bilardo pour entraîner l’équipe.
En 2011, après le soulèvement de Benghazi au début de la guerre civile, des joueurs et des supporters du Al-Ahly Benghazi ont révélé que Saadi Kadhafi, alors dirigeant de la Fédération de Libye de football, avait, en 2000, tout mis en œuvre pour mettre en difficulté leur club, qui avait le tort de disputer le nom Al-Ahly au Al-Ahli Tripoli et d’être en rivalité avec ce club. La rivalité avait dégénéré à un point tel qu’à la suite d’un chahut public mettant directement en cause Saadi Kadhafi, 31 employés et supporters du club avaient été arrêtés, trois étant condamnés à mort. Al-Ahly Benghazi n’a plus joué avant 2005, puis a été systématiquement défavorisé par la fédération libyenne au plan des moyens.
En 2002, Saadi Kadhafi devient actionnaire de la Juventus, en qualité de représentant de la société Lafico (Libyan arab foreign investment company), propriétaire du club à hauteur de 7,5 %. En octobre 2003, il est engagé comme joueur par le club de l'AC Pérouse, et doit alors abandonner sa participation à la Juventus, la législation italienne interdisant d’être joueur dans un club et actionnaire dans un autre.
La carrière de joueur de Saadi Kadhafi est un passage à vide, elle doit moins à son talent de footballeur qu'au soutien politique et financier de son père à la tête de l'État libyen. Selon des témoins l'ayant vu à l'entraînement, le fils de Mouammar Kadhafi n'avait pas les qualités requises pour justifier un engagement au Calcio italien ou en Première division libyenne. Le propriétaire de l'AC Pérouse, Luciano Gaucci (en), déclare à l'époque avoir répondu à une sollicitation de Silvio Berlusconi, en vue d'améliorer les relations entre l'Italie et la Libye. Serse Cosmi, entraîneur du club, refuse cependant de le faire jouer. Saadi Kadhafi ne figure qu'à deux reprises sur la liste des remplaçants du Pérouse. En 2003, il est suspendu trois mois pour dopage, à l'occasion de sa deuxième inclusion parmi les remplaçants,. Après sa suspension, il fait sa première entrée sur le terrain en mai 2004 et joue durant 15 minutes dans un match contre la Juventus.
En parallèle, Saadi Kadhafi est président, puis vice-président, de la Fédération libyenne de football ; dans ce cadre, il prend en main l'équipe nationale de Libye en tant que symbole de la Jamahiriya arabe libyenne et participa à l'organisation du match de Supercoupe d'Italie à Tripoli. 
En 2004, il est président du comité de candidature de la Libye pour organiser la Coupe du monde de football de 2010, il se dit prêt à dépenser neuf milliards de dollars pour que son pays réponde aux exigences du cahier des charges de la FIFA, mais échoue à obtenir l'organisation en Libye de la Coupe du monde 2010.  En mars 2005, il démissionne de son poste, estimant que la Fédération ne reçoit pas de soutien financier suffisant.
En juin 2005, il rejoint l'Udinese, pour laquelle il ne joue que 11 minutes durant tout le championnat au sein de cette équipe puis l'année suivante à la Sampdoria de Gênes, pour laquelle il ne totalise que 10 minutes de jeu. Sa carrière de joueur professionnel prend fin en 2007.

### Homme d'affaires et militaire
Revenu en Libye, Saadi Kadhafi se lance dans les affaires. Il mène divers projets ambitieux et, en 2006, annonce une recherche d'investisseurs étrangers pour participer à la construction d'une nouvelle ville en Libye, censée tenir un rôle de zone économique spéciale, comparable à celui tenu par Hong Kong en Chine. Il bénéficie également de la licence d'importation Adidas en Libye et tente d'investir dans le cinéma américain.
En parallèle, il détient le grade de colonel des forces armées libyennes, au sein desquelles il prend la tête d'une unité d'élite lors de son retour en Libye. Il est nommé à la tête des forces spéciales anti-terroristes mais, du fait de son comportement à l'égard des gradés ainsi que de certains aspects de sa vie privée, il est privé de son poste en 2007. Mouammar Kadhafi ordonne alors l'arrestation de son fils, qui se réfugie en Italie, et ne revient en Libye qu'après plusieurs mois d'exil. Saadi Kadhafi ne retrouve ensuite plus de poste d'envergure dans la hiérarchie militaire libyenne, au sein de laquelle il est supplanté par son frère Moatassem.

### Rôle dans la première Guerre civile libyenne
À la mi-février 2011, au début de l'insurrection contre le régime de Kadhafi, il est envoyé par son père réprimer le soulèvement de Benghazi, mais retourne rapidement à Tripoli. Un soldat assure en mars avoir entendu Saadi Kadhafi ordonner de tirer sur la foule; ce que l'intéressé dément,. Durant les combats contre les insurgés, Saadi Kadhafi commande une petite brigade de 500–700 hommes des forces loyalistes. Il participe à la troisième bataille de Brega mais, légèrement blessé, il rentre à Tripoli le 10 avril 2011.
Le 31 août 2011, il déclare à la chaine saoudienne Al-Arabiya être officiellement mandaté par son père pour négocier avec les combattants insurgés. Il évoque en outre son éventuel ralliement à la « révolution » à condition que sa propre sécurité soit assurée et qu'un véritable gouvernement soit mis en place. Le 4 septembre, interrogé par CNN, il annonce avoir quitté le bastion kadhafiste de Bani Walid et se déclare « neutre » et prêt à négocier ; il rejette en outre la responsabilité de l'échec des pourparlers entre le régime et le CNT sur le discours « agressif » prononcé par son frère Saïf al-Islam Kadhafi.

### Fuite au Niger
Le 11 septembre 2011, les autorités du Niger annoncent sa présence sur leur territoire, avec une trentaine d'autres personnes proches du régime de Mouammar Kadhafi, dont trois généraux. Saadi Kadhafi lui-même est intercepté en compagnie de huit proches; le Niger déclarant les recevoir pour « raisons humanitaires ». Le lendemain, Saadi Kadhafi est placé en état d'arrestation à Niamey et mis en résidence « sous bonne garde » en compagnie d'autres anciens dignitaires du régime.
Interpol lance un avis de recherche contre Saadi Kadhafi « pour détournement présumé de biens par la force et l'intimidation par les armes à l'époque où le fils du leader libyen dirigeait la Fédération libyenne de football » et « En tant que commandant d'unités militaires soupçonnées d'avoir participé à la répression de manifestations de civils durant le soulèvement en Libye». Le 29 septembre 2011, le Niger refuse de l'extrader; les autorités nigériennes précisent que « si ce monsieur ou une autre personne sont poursuivis par un tribunal indépendant (...) qui a une compétence universelle de connaître des crimes quelconques pour lesquels ils sont poursuivis, alors le Niger fera son devoir ». Le 11 novembre, le Niger annonce son intention d'accorder l'asile à Saadi Kadhafi « pour des raisons humanitaires ».
En février 2012, Saadi Kadhafi accorde à Al-Arabiya une interview dans laquelle il prédit un soulèvement contre le nouveau pouvoir en libye et annonce son intention de revenir en Libye. En réaction, les autorités libyennes réclament son extradition ; le gouvernement nigérien estime quant à lui que Saadi Kadhafi a, par ces déclarations, « violé les conditions de son accueil ». Dans les jours qui suivent, Saadi Kadhafi est mis en résidence surveillée et privé de ligne téléphonique. Il dispose ensuite de davantage de libertés de mouvements et, bien que toujours surveillé par la police nigérienne, mène durant plus de deux ans une vie mondaine, en fréquentant assidûment les boîtes de nuit de Niamey. Le 6 mars 2014, il est extradé par le Niger vers la Libye et incarcéré à Tripoli.
Son procès s'ouvre le 14 avril 2014 à Tripoli, en même temps que celui de son frère Saïf al-Islam (aucun des deux n'étant présent, Saadi, récemment extradé par le Niger, faisant l'objet d'autres investigations et Saïf étant toujours retenu par une brigade, à Zintan). Le Figaro note que l'organisation de l'audience illustrait l'« amateurisme du système judiciaire libyen » (presse tenue à l'écart, avocate n’ayant pas pu avoir accès au dossier de son client ni pénétrer dans la salle d'audience, visioconférence défaillante, etc.).

## Vie privée
Saadi Kadhafi s'est affiché en 2008 avec l'actrice et mannequin Vanessa Hessler. Il est marié avec la fille d'un commandant militaire libyen. Comme ses frères Moatassem, Hannibal et Saïf al-Islam, il s'est fait remarquer comme membre de la jet-set au Maghreb et en Europe. Son mode de vie dispendieux et parfois agité a attiré l'attention de divers médias,,.
WikiLeaks a divulgué en 2010 un câble diplomatique américain selon lequel Saadi Kadhafi serait bisexuel, ce qui aurait été l'une des causes du conflit entre lui et son père, l'amenant à se marier ensuite avec la fille d'un dignitaire du régime. Après la prise de Tripoli en août 2011, les rebelles ont annoncé avoir découvert des DVD pornographiques gays dans son bureau. Un dénommé Reda Thawargi, ancien coéquipier de football de Saadi Kadhafi, a déclaré avoir été emprisonné durant deux ans et demi pour avoir refusé les avances de ce dernier.